# Butner (North Carolina)
Butner ist eine Town im US-Bundesstaat North Carolina. Sie liegt im Granville County. Die Einwohnerzahl beträgt 7859 (Stand 2019).

## Geschichte
Butner wurde von 1947 bis 2007 vom Staat North Carolina verwaltet. Ein von der Generalversammlung von North Carolina verabschiedetes Gesetz zur Gründung als eigenständige Gemeinde wurde am 27. Juli 2007 von Gouverneur Mike Easley unterzeichnet.
Es ist der ehemalige Standort des Camp Butner der U.S. Army, das nach dem aus North Carolina stammenden Generalmajor Henry W. Butner (1875–1937) benannt wurde. In der Gegend um Butner gibt es mehrere staatliche und bundesstaatliche Justizvollzugsanstalten, darunter der Federal Correctional Complex, Butner.

## Demografie
Nach einer Schätzung von 2019 leben in Butner 7859 Menschen. Die Bevölkerung teilte sich im selben Jahr auf in 53,6 % Weiße, 31,1 % Afroamerikaner, 0,6 % amerikanische Ureinwohner, 1,4 % Asiaten, 0,5 % Ozeanier, 4,5 % mit zwei oder mehr Ethnizitäten. Hispanics oder Latinos aller Ethnien machten 13,2 % der Bevölkerung aus. Das mittlere Haushaltseinkommen lag bei 45.366 US-Dollar und die Armutsquote bei 18,1 %.